# سیارک ۳۷۷۶
سیارک ۳۷۷۶ (به انگلیسی: 3776 Vartiovuori، نامگذاری:1938GG) سه هزار و هفتصد و هفتاد و ششمین سیارک کشف شده‌است که در ۵ آوریل ۱۹۳۸ کشف شد.
قدر مطلق سیارک برابر ۱۰٫۴۰ است.